# 1952-es magyar asztalitenisz-bajnokság
Az 1952-es magyar asztalitenisz-bajnokság a harmincötödik magyar bajnokság volt. A bajnokságot március 7. és 9. között rendezték meg Budapesten, a csepeli sportcsarnokban.

## Eredmények
| Versenyszám  | Arany                                       | Arany | Ezüst                                 | Ezüst | Bronz                                                                  | Bronz |
| ------------ | ------------------------------------------- | ----- | ------------------------------------- | ----- | ---------------------------------------------------------------------- | ----- |
| Férfi egyéni | Kóczián József Dózsa SE                     |       | Sebők Miklós Dózsa SE                 |       | Sidó Ferenc Honvéd SE                                                  |       |
| Női egyéni   | Gervainé Farkas Gizella SZOT                |       | Kerekes Imréné SZOT                   |       | Király Ilona SZOT                                                      |       |
| Férfi páros  | Kóczián József, Halász János Dózsa SE       |       | Sidó Ferenc, Gyetvai Elemér Honvéd SE |       | Sebők Miklós, Balázs József Dózsa SESemsei Sándor, Varényi László SZOT |       |
| Női páros    | Gervainé Farkas Gizella, Király Ilona SZOT  |       | Kóczián Éva, Almási Ágnes SZOT        |       | Marosvölgyi Éva, Koltai Lajosné SZOTSági Edit, Rozgonyi Béláné SZOT    |       |
| Vegyes páros | Farkas József, Gervainé Farkas Gizella SZOT |       | Csender Jenő, Király Ilona SZOT       |       | Csillik György, Sági Edit SZOTSoltész Pál, Marosvölgyi Éva SZOT        |       |